# Boucerosia
Die Pflanzengattung Boucerosia gehört zur Unterfamilie der Seidenpflanzengewächse (Asclepiadoideae) in der Familie der Hundsgiftgewächse (Apocynaceae). Die Blüten dieser sukkulenten Pflanzen verströmen einen unangenehmen Geruch. Als Zierpflanze wird beispielsweise Boucerosia frerei verwendet.

## Beschreibung
Die früher in einer eigenen Gattung Frerea Dalzell eingeordnete Art Boucerosia frerei weicht in vielen Merkmalen von den anderen Arten ab.

### Vegetative Merkmale
Boucerosia-Arten wachsen als wenig bis reichverzweigte stammsukkulente ausdauernde Pflanzen. Die sukkulenten, 0,3 bis 2 cm breiten, grünen zylindrischen Sprossachsen sind glatt, besitzen vier scharfe oder gerundete Kanten und erreichen Wuchshöhen von 2 bis zu 12 cm und stehen in Pulks zusammen oder kriechen einzeln und können dann bis 20 cm lang sein. Sie enthalten klaren Milchsaft.
Die meist zu 0,1 bis 0,3 cm langen und 0,1 bis 0,15 cm breiten Schuppen reduzierten, gestielten oder ungestielten, sukkulenten Blätter fallen bei einigen Arten schnell ab. Nur bei Boucerosia frerei sind die Blätter nicht reduziert, sondern normale 2 bis 3 cm lange und 1 bis 1,2 cm breite Blattspreiten vorhanden. Wenn Nebenblätter vorhanden sind dann sind sie eiförmig oder bei Boucerosia frerei zu Drüsen umgewandelt.

### Blütenstände und Blüten

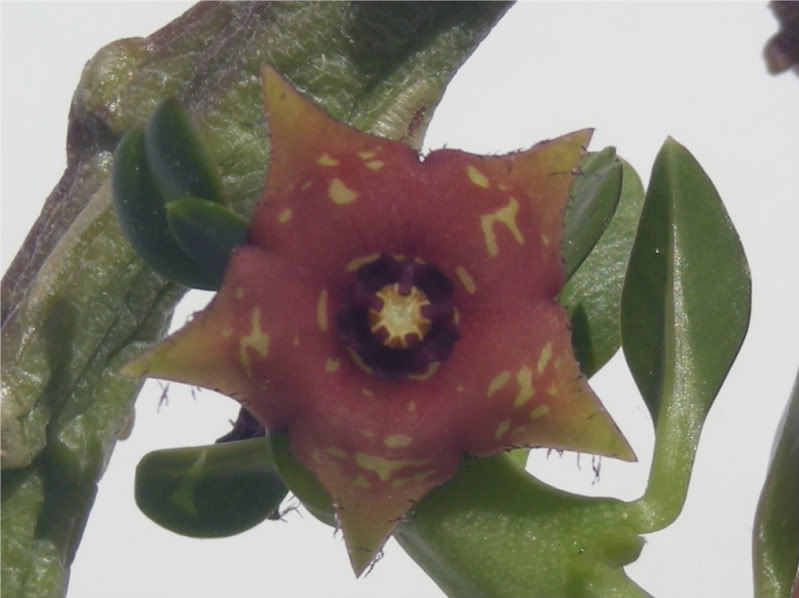
Einzeln stehende fünfzählige Blüte von Boucerosia frerei

Die mehr oder weniger ungestielte Blüten stehen bei Boucerosia frerei einzeln an den Internodien, aber meist zu drei bis 60 in endständigen, auf glatten Blütenstandsachsen stehenden, pseudodoldigen Blütenständen, wobei sich ein bis 40 Blüten gleichzeitig öffnen. Die unangenehm nach Exkrementen riechenden Blüten sind zwittrig, radiärsymmetrisch, fünfzählig mit einem doppelten Perianth. Die fünf freien Kelchblätter sind kürzer als die Kronröhre und die Ränder sind unbehaart. Die fünf 5 bis 15 mm langen, fleischigen Kronblätter sind flächig bis glockenförmig nur an ihrer Basis oder zwischen einem bis drei Viertel ihrer Länge verwachsen. Die Ränder der Kronzipfel sind flach oder zurückgebogen und glatt oder bewimpert. Die Innenseite der Kronblätter ist grün, weiß über cremefarben bis gelb, einfarbig oder von purpurfarben über braun bis rötlich gestreift, mit Warzen, glatt, papillös oder auf der ganzen Fläche oder auf den Bereich der Kronröhre konzentriert behaart. Die Außenseite der Kronblätter ist grün. Das „Gynostegium“ ist ungestielt. Die purpurrote Nebenkrone ist in staminale und interstaminale Nebenkrone gegliedert. Die aufrechten Pollinien sind D-förmig. Es sind zwei glatte, freie, oberständige Fruchtblätter vorhanden. Der Narbenkopf ist weiß. Es wird kein Nektar gebildet.

### Früchte und Samen
Die meist paarig, in einem spitzen Winkel zueinander aufrecht angeordneten Balgfrüchte sind glatt, bleistiftförmig, mit einem Durchmesser von 4 bis 6 mm schlank und mit 6,5 bis 10 (selten bis 15) cm oft recht lang. Die mittel-braunen Samen sind eiförmig, etwa 8 mm lang und etwa 4 mm breit. Sie ungeflügelt (im Gegensatz zu manchen nah verwandten Gattungen) und besitzen 1 bis 3 cm lange, reinweiße Flughaare.

### Chromosomenzahlen
Die Chromosomenzahlen betragen 2n = 22 (gefunden bei Boucerosia crenulata, Boucerosia diffusa), oder 44 (bei Boucerosia frerei).

## Systematik und Verbreitung
Das Verbreitungsgebiet im südlichen Asien erstreckt sich von Indien und Sri Lanka über Nepal bis Myanmar.
Der Gattungsname Boucerosia wurde 1834 von Robert Wight & George Arnott Walker Arnott in Robert Wight: Contributions to the Botany of India, 34 erstveröffentlicht. Typusart ist Boucerosia umbellata (Haw.) Wight & Arn. 1990 stellte M. G. Gilbert in Bradleya – Yearbook of the British Cactus and Succulent Society, 8, S. 15. die Arten in eine Untergattung Caralluma subgen. Boucerosia (Wight & Arn.) M.G.Gilbert. Die Gattung Caralluma R.Br. wurde von Darrel Charles Herbert Plowes 1995 in acht Gattungen aufteilt. Boucerosia Wight & Arn. wurde reaktiviert. Für Boucerosia Wight & Arn. gibt es die Synonyme Frerea Dalzell und Hutchinia Wight & Arn.
Die Gattung Boucerosia gehört zur Subtribus Stapeliinae aus der Tribus Ceropegieae in der Unterfamilie Asclepiadoideae innerhalb der Familie der Apocynaceae.
Es gibt etwa sieben Boucerosia-Arten:
- Boucerosia crenulata Wight & Arn.: Sie kommt von Indien bis Myanmar vor.[4]
- Boucerosia diffusa Wight: Sie kommt im südlichen Indien vor.[4]
- Boucerosia frerei (Rowley) Liede & Meve (Syn.: Frerea indica Dalzell): Sie kommt in Indien vor.[4]
- Boucerosia indica (Wight & Arn.) Plowes (Syn.: Hutchinia indica Hook. f., Boucerosia hutchinia Decne.): Sie kommt in Indien vor.[4]
- Boucerosia pauciflora Wight: Sie kommt im südöstlichen Indien vor.[4]
- Boucerosia procumbens (Gravely & Mayur.) Plowes: Sie kommt im südwestlichen Indien vor.[4]
- Boucerosia umbellata (Haw.) Wight & Arn.: Sie kommt in Indien, in Sri Lanka und von Bangladesch bis Myanmar vor.[4]

Nicht mehr zu dieser Gattung wird nach R. Govaerts gerechnet:
- Boucerosia edulis Edgew.  => Caudanthera edulis (Edgew.) Meve & Liede
- Boucerosia russeliana Courbai ex Brongn.  => Desmidorchis retrospiciens Ehrenb.